# 유순 (장사왕)
장사왕 유순(長沙王 劉舜, ? ~ ?)은 중국 전한의 제후왕으로, 마지막 장사왕이다. 장사목왕 (또는 장사유왕) 유노인의 아들이다.
한서 제후왕표에 따르면 장사무왕 48년(6년)에 아버지가 죽자 그 뒤를 이어 장사왕이 됐고, 장사왕 순 2년(9년)에 왕망이 전한을 멸하고 신나라를 세우면서 공작으로 작위가 깎이고 이듬해에 작위가 폐지됐다고 한다. 경십삼왕전에서는 아버지 유노인이 신나라에서 작위를 잃었다고 하고 유순은 언급되지 않는다.